# Антов, Павел Генрихович
Па́вел Ге́нрихович А́нтов (22 декабря 1957, Воскресенск, Московская область — 24 декабря 2022, Hotel Sai International, Раягада, Индия) — российский государственный деятель, предприниматель, депутат Законодательного собрания Владимирской области, меценат. В 2019 году стал богатейшим депутатом Российской Федерации.

## Биография
Павел Генрихович Антов родился 22 декабря 1957 года в Воскресенске Московской области. Окончил Санкт-Петербургскую Военно-медицинскую академию имени Кирова. Во Владимирской области жил с 1985 года.
Антов в 2000 году основал группу компаний «Владимирский стандарт» — крупного производителя мясной и колбасной продукции во Владимирской области. В 2019 году выручка предприятия, по данным СПАРК, составила 11,56 миллиарда рублей, а чистая прибыль — 553 миллионов рублей.
В Законодательном собрании Владимирской области Антов представлял фракцию «Единой России» и председательствовал в комитете по аграрной политике, природопользованию и экологии.

### Список Forbes
В 2018 году Forbes оценил его заработок в 10 млрд руб. В 2000-х он основал группу компаний по производству мясной и колбасной продукции «Владимирский стандарт». На момент смерти ему принадлежало 5 % в уставном капитале холдинга.

### Гибель
Скончался 24 декабря 2022 года во время отдыха в Индии. Индийский телеканал NDTV со ссылкой на полицию сообщил, что россиянин упал с третьего этажа отеля Odisha в районе Раягада. Ранее в этом же отеле нашли попутчика Антова — Владимира Быданова, которого госпитализировали без сознания, но спасти не смогли.
Тела Антова и Быданова были кремированы в Индии. 20 января 2023 года прах Антова захоронен на владимирском кладбище «Улыбышево», рядом с могилой матери. Сообщалось, что Павел Антов страдал от депрессии и мог покончить жизнь самоубийством. В номере, где отдыхали Антов и Быданов были найдены пустые бутылки из-под вина.
Гибели Павла Антова был посвящен выпуск программы «Малахов» телеканала «Россия-1», вышедший в эфир 8 февраля 2023 года.